# Carióceco

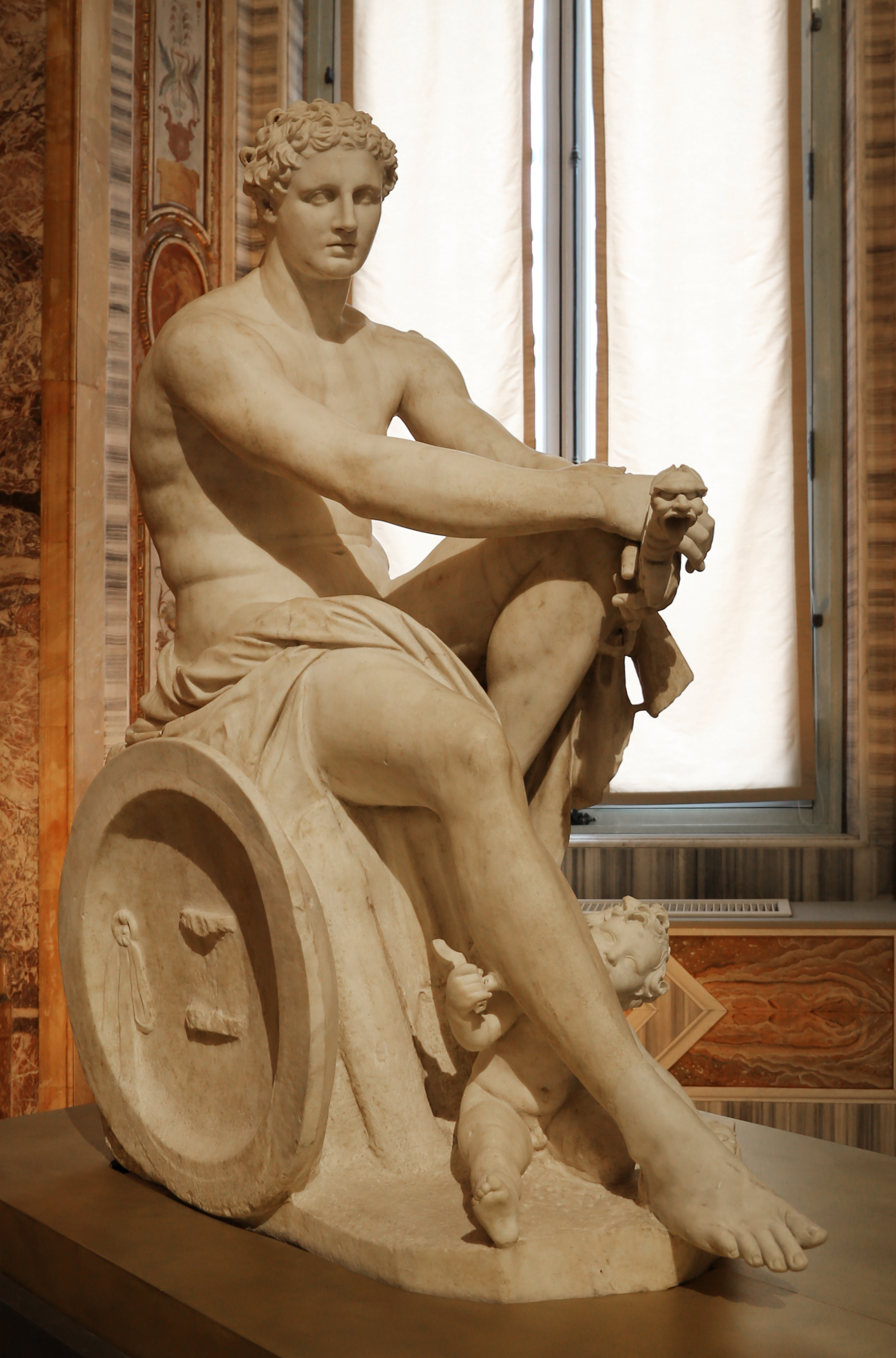
Ares, o deus grego comparado com Carióceco

Carióceco (em latim: Cariocecus) ou Marte Carióceco (em latim: Mars Cariocecus) era o deus da guerra na mitologia lusitana. Era o equivalente lusitano para os deuses romanos Marte e para o grego Ares.
De acordo com Estrabão, que não menciona Carióceco, os lusitanos praticavam sacrifícios humanos aos deuses. Eles examinavam as entranhas e as veias do lado da vítima e também praticavam a adivinhação através dos órgãos vitais de vítimas humanas, prisioneiros de guerra, que eram cobertos e, após terem seus órgãos vitais cortados pelo adivinho, faziam augúrios pela forma como a vítima caía. Eles também cortavam a mão direita dos prisioneiros e ofereciam-na aos deuses.
A Ares os lusitanos sacrificavam bodes, prisioneiros de guerra e cavalos e também ofereciam hecatombes, no estilo grego, como dizia Píndaro, ofereciam uma centena de cada tipo.